# Wrona wielkodzioba
Wrona wielkodzioba (Corvus macrorhynchos) – gatunek dużego ptaka z rodziny krukowatych (Corvidae). Występuje we wschodniej, południowo-wschodniej i południowej Azji. Gatunek synantropijny. Tworzy liczne stada.

## Systematyka
Gatunek opisany przez Johanna Georga Waglera na podstawie holotypu pozyskanego z Jawy. Wyróżniono następujące podgatunki C. macrorhynchos:
- wrona indochińska (C. macrorhynchos levaillantii) – północne Indie do północnego Półwyspu Malajskiego
- wrona okazała (C. macrorhynchos japonensis) – środkowy i południowy Sachalin, Wyspy Kurylskie i Japonia
- C. macrorhynchos connectens – wyspy Riukiu
- wrona grubodzioba (C. macrorhynchos osai) – południowe wyspy Riukiu
- C. macrorhynchos mandshuricus – wschodnia i południowo-wschodnia Syberia, północny Sachalin, Korea i północno-wschodnie Chiny
- C. macrorhynchos colonorum – środkowe i południowe Chiny, Tajwan, Hajnan i północne Indochiny
- C. macrorhynchos tibetosinensis – Tybet i wschodnie Himalaje do północnej Mjanmy i południowych Chin
- C. macrorhynchos intermedius – Afganistan i Pakistan przez środkowe Himalaje
- wrona wielkodzioba (C. macrorhynchos macrorhynchos) – środkowy i południowy Półwysep Malajski, Wielkie Wyspy Sundajskie i Małe Wyspy Sundajskie
- wrona hinduska (C. macrorhynchos culminatus) – Półwysep Indyjski, Sri Lanka

Wrona filipińska (C. philippinus), zamieszkująca Filipiny, jest przez część autorów uznawana za podgatunek wrony wielkodziobej, ale autorzy Kompletnej listy ptaków świata klasyfikują ją jako osobny gatunek. Z kolei Międzynarodowy Komitet Ornitologiczny za odrębne gatunki uznaje wronę indochińską (levaillantii) i hinduską (culminatus).

## Opis
Długość ciała 46–59 cm; masa ciała 450–1000 g.
Wielkość ciała i jego proporcje uzależnione są od regionu, w którym występują. W północno-wschodniej części zasięgu, w Japonii, na Kurylach i wyspie Sachalin, są one większe niż czarnowrony, podczas gdy odmiana indyjska występująca na południowym zachodzie zasięgu ich występowania jest mniejsza od czarnowronów. Wszystkie odmiany mają relatywnie długie dzioby z dość grubymi nasadami, co powoduje, że wyglądają solidnie, upodabniając wrony wielkodziobe do kruków. Wszystkie odmiany mają ciemnoszare upierzenie poniżej tyłu głowy, na szyi, powyżej skrzydeł oraz na dolnych częściach ciała. Ich skrzydła, ogon, głowa i podgardle mają czarny połyskujący kolor. Tonacja kolorystyczna jest uzależniona od regionu występowania, przy czym odmiany najciemniejsze występują przy formie indyjskiej.

## Zasięg występowania i środowisko
Ich zasięg występowania jest duży i rozciąga się od północno-wschodniej Azji do Afganistanu i Pakistanu na zachodzie, a na południu do Indii oraz do Półwyspu Malajskiego i Indonezji na południowym wschodzie.
Zasiedlają one głównie lasy, parki i ogrody, zadrzewione regiony uprawne.

## Zachowania

### Dieta

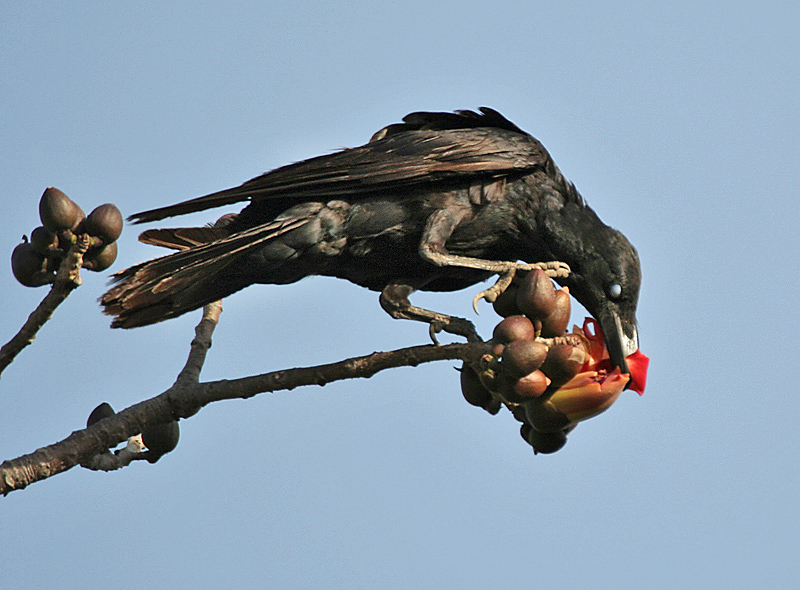
Żerujący ptak w Parku Narodowym Keoladeo, Bharatpur, Rajasthan, Indie

Bardzo zróżnicowana, pożywienie pobierają zarówno z ziemi jak i z drzew. Są wszystkożerne – żywią się zarówno żywymi, jak i martwymi roślinami oraz zwierzętami. Gatunek synantropijny – zasiedlający również przestrzeń miejską. W Japonii uważane za szkodniki, gdyż żerując na wysypiskach i śmietnikach przenoszą odpadki do innych części miast.

### Rozmnażanie
W Indiach okres rozrodczy trwa od marca do maja, ale na południu rozpoczyna się już w połowie grudnia. Gniazda budowane są z gałęzi, zwykle wysoko na drzewach, przy czym preferowane są drzewa iglaste, np. jodła lub sosna. Budowane są z drobnych gałązek, korzeni, włókien roślinnych, wełny, jak również z odpadków (głównie fragmentów ubrań). Niekiedy gniazda budowane są częściowo lub w całości z drutów.
W jednym lęgu składają cztery lub pięć jaj, rzadziej sześć lub siedem. Jaja są owalne, z widocznym zwężeniem na jednym końcu. Faktura jest twarda i delikatna, połyskująca. Ma odcień niebiesko-zielony, jest nakrapiana i pokryta czerwono-brązowymi, szarymi oraz brunatnymi plamami. Rozmiar jaja wynosi średnio około 3,7 na 2,7 cm. Okres inkubacji jaj wynosi 17–19 dni. Pisklęta po ok. 35 dniach są w pełni upierzone.

### Głos
Wrony wielkodziobe mają podobny głos do wron siwych, ale głębszy i zwykle bardziej rezonujący. Zwykle jest on opisywany jako dźwięk kaaa-kaaa-kaaa. Jednakże są one w stanie porozumiewać się przy pomocy znacznie bogatszej gamy dźwięków, które mogą być również opisane jako kau kau oraz inne, które łatwo jest pomylić z odgłosami wydawanymi przez dzięcioły.

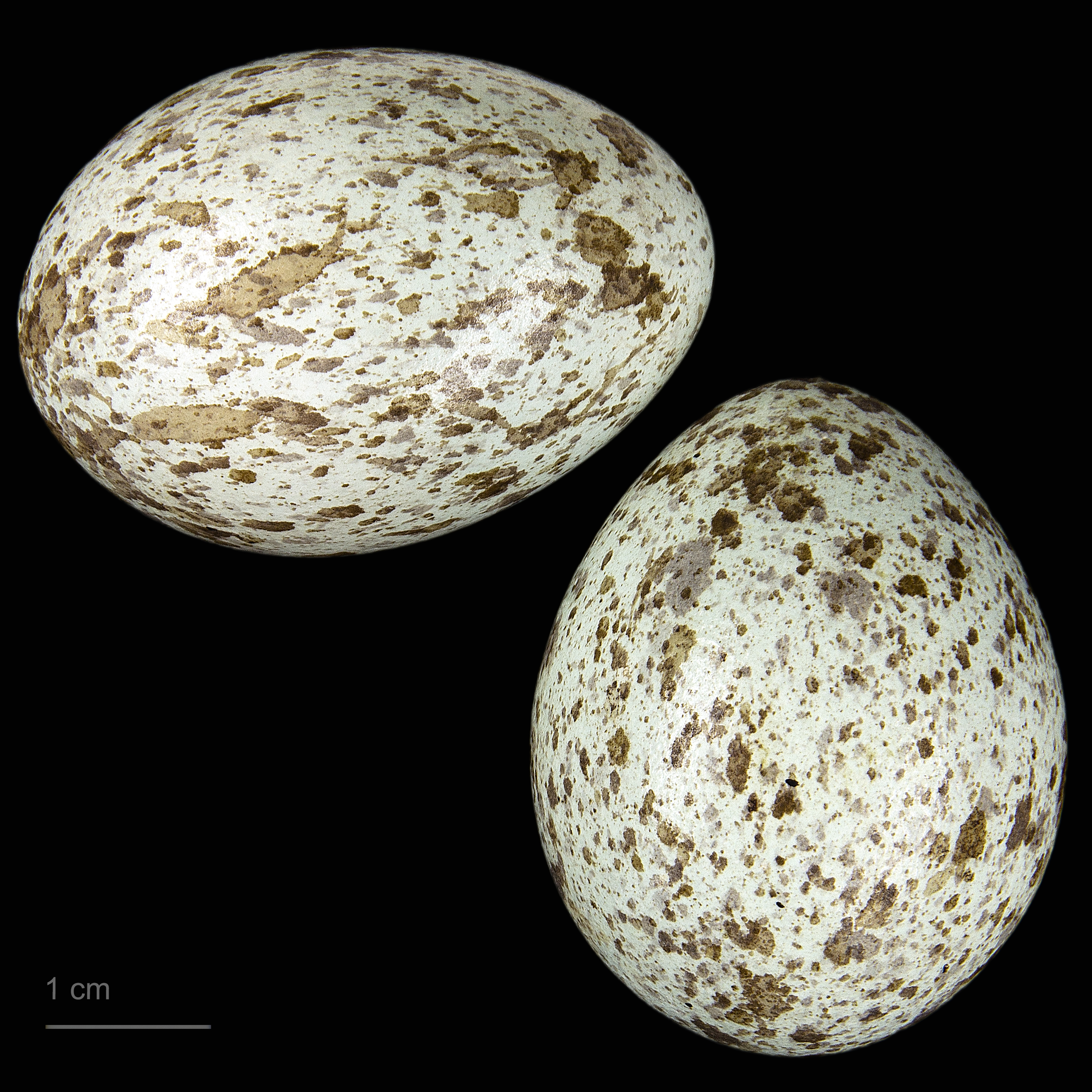
Jaja wrony wielkodziobej

## Status
IUCN uznaje wronę wielkodziobą za gatunek najmniejszej troski (LC, Least Concern). Trend liczebności populacji jest oceniany jako stabilny.